# Гіпогриф

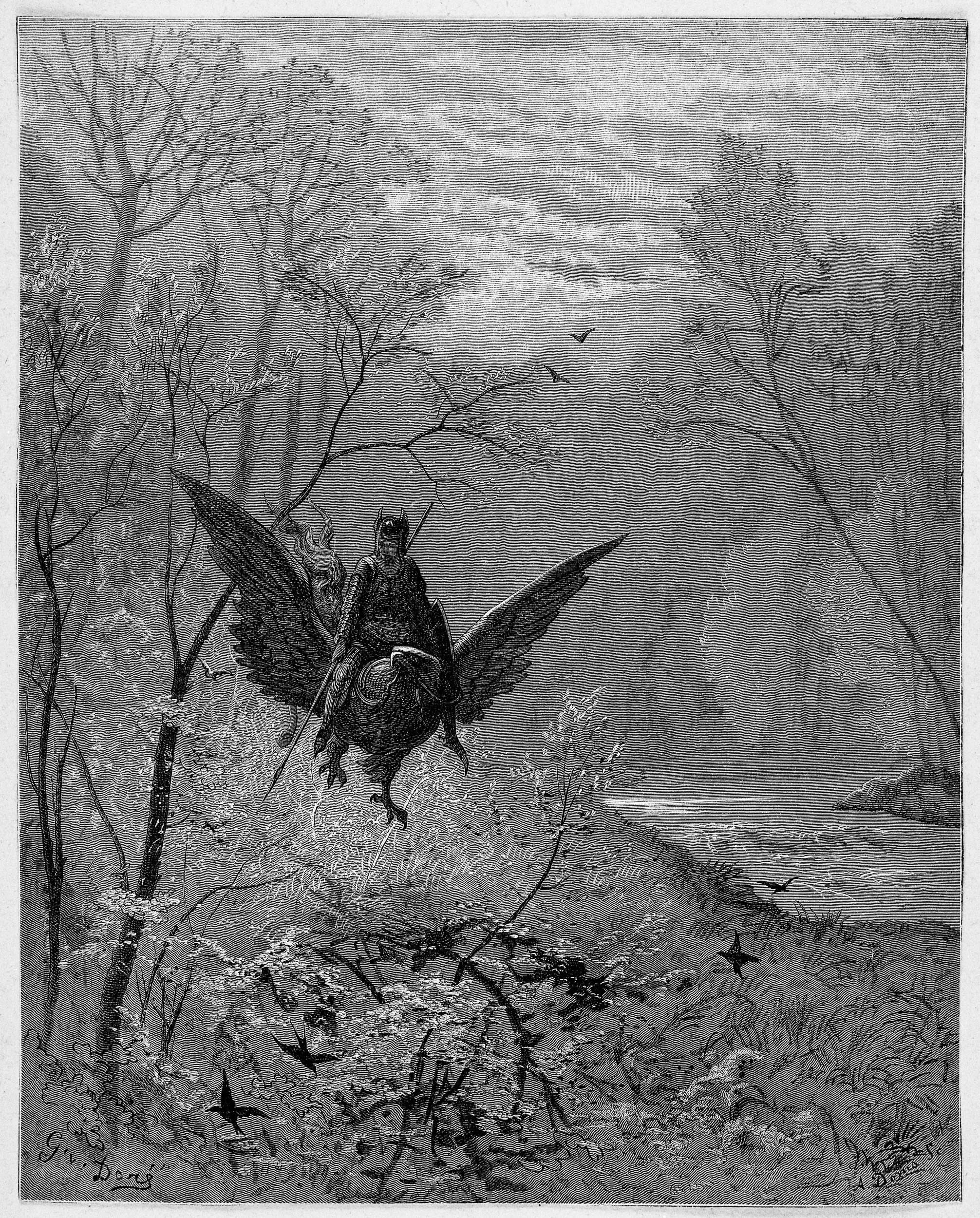
Ілюстрація Густава Доре

Гіпогриф — міфічне створіння з тілом коня, головою та крилами грифа.
Словотвір італійського поета Маттео Марії Боярдо (1441 — бл. 1494) від грецьких іменників hippos (кінь) і grips (гриф) на означення тварини з тулубом коня і з головою та крилами міфічного птаха. Цей образ, що поєднав у собі античні уявлення про колісницю Аполлона, яку тягнули то коні, то грифи, дуже часто вживається в іспанській поезії XV—XVII ст.